# Championnat d'Algérie de basket-ball 1995-1996
 (juillet 2023).
Navigation
Saison précédente Saison suivante
La saison 1995-1996 du Championnat d'Algérie de basket-ball est la 34e édition de la compétition.

## Clubs participants

### Participants 1995-1996
- IRBina Alger (OCAlger)

- WABoufarik

- MCAlger

- USMAlger

- USMBlida

- Rapid Mouradia (RAMA)

- SRAnnaba

- IRB El-Harrach

- DRBStaouéli

- NAHussein-Dey

Source : El-Djemhouria no 10306 du samedi 6 janvier 1996, page 22

## Compétition
Le barème de points servant à établir le classement se décompose ainsi :
- Victoire : 2 points
- Défaite : 1 point
- Forfait et match perdu par pénalité : 0 point

### Classement de la saison régulière
- 1ᵉʳ - Solb annaba, 12 points - 6 jours
- 2ᵉ - Usmalger, 12 points - 7 jours
- 3ᵉ - Irbinaalger, 11 points - 7 jours
- 4ᵉ - Usmblida, 10 points - 6 jours
- 5e - Waboufarik, 9 points - 5 jours
- 6ᵉ - Drb staouéli, 9 points - 6 jours
- 7ᵉ - Nahussein-dey, 8 points - 7 jours
- 8ᵉ - Rapid mouradia, 8 points - 7 jours
- 9ᵉ - Mcalger, 7 points - 4 jours
- 10ᵉ - Irb el-harrach, 7 points - 7 jours

Source : El-Massa du dimanche 18 février 1996, page 15

## Matches de la saison régulière
- 1ʳᵉ journée : jeudi 4 janvier 1996 (source : El-djemhouria N° 10306 du samedi 6 janvier 1996, page 22)

A staouéli :- usmalger / rapid mouradia (72-50) ; irb el-harrach - srannaba 92-50) ; mcalger - irbinaa (80-65) ; a boufarik ; usmblida - drb staouéli (67-56) ; waboufarik - nahussein-dey (49-44).
- 2ᵉ journée :

- 3ᵉ journée : jeudi 18 janvier 1996 : - a harcha :- irb/ecta - srannaba (76-79) ; salle oms de blida :- usmblida - waboufarik (52-58) ; irb el-harrach - ramalger (61-66) ; usmalger - nahussein-dey (61-48) ; a harcha : mcalger bat drb staouéli par forfait. (source : le soir d'algerie du dimanche 21 janvier 1996 page 9).

- 4ᵉ journée

- 5ᵉ journée : jeudi 25 janvier 1996 : - mcalger - waboufarik ; ercalger - rama mouradia ; srannaba - drb staouéli ; irb el-harrach - usmalger (source : le soir d'Algérie du jeudi 25 janvier 1996, page 9.)

- 6ᵉ journée : jeudi 1er février 1996 : a boufarik (13h30) wab-irbinaa ; a blida (13h30) usmblida - irb el-harrach ; a staouéli (12h00) rama - srannaba ; a staouéli (13h30) usmalger - mcalger ; a staouéli (15h30) nahd - drbstaouéli ; (source : Al-Chaab du jeudi 1er février 1996 page 21)

- 7ᵉ journée :

- 8ᵉ journée : lundi 26 février 1996 : usmalger - srannaba ; irb el harrach - mcalger ; nahussein-dey - rama ; waboufarik - drbstaouéli ; usmblida - irb/ectalger. (source : el-moudjahid du lundi 26 février 1996, page 20.

- 9ᵉ journée

- Lundi 26 février 1996

- Championnat national 1" A" - 4é journée :
- Jeudi 25 janvier 1996. à Annaba (13h00) : sra/ drbstaouéli * a blida (salle oms) : 13h : usmblida/ nahussein-dey * a harcha (13h 30) : ectalger/ ramalger * a harcha (15h00) : mcalger/waboufarik * a staouéli (13h30) : crm birkhadem- arbbe alger * a staouéli (15h00): irb el-harrach / usmalger * a bel abbès (13h00) : irm bel abbès / ommédéa * a témouchent (13h00) :crtémouchent/ crb béni-saf
- Vendredi 26 janvier 1996 : a harcha (10h00) : aspttalger/ ascbordj bou arréridj * ps oran (9h00) : aspttoran / sc méliana * a batna (11h00) : mspbatna / hamra annaba constantine (11h00) : cre constantine / ir hussein-dey * a cherchell (11h00) : mscherchell / crb djelfa .
- Source : le soir d'Algérie du jeudi 25 janvier 1996, page 8.
- 7ᵉ journée :
- Lundi 12 février 1996 :
- Salle harcha (alger) : usmalger bat irbinaa (91 à 74) .
- A harcha : mcalger - usmblida (non joué).
- jeudi 15 février 1996 :
- A staouéli : nahd - irb el-harrach (71-55).
- A staouéli : drb staouéli (102-74) rama mouradia
- A annaba : srannaba - waboufarik (non joué).
- Source : les résultats de la 7é journée parus sur El-Massa du dimanche 18 février 1996 page 15.
- Matchs retard : jeudi 8 février 1996 :
- A boufarik : waboufarik bat usmalger (71-56) et a harcha : macalger - drb staouéli (non joué)
- Source : El-Massa du lundi 12 février 1996, page 18.

## Play-off

### Play-off 1/2 de finale
- 1/2 finale- play-off seniors garçons :
- Matchs aller :
- Waboufarik - usmalger
- Ectalger bat mcalger (..-..) écart de 19 points .
- Matchs retour :
- Lundi 10 juin 1996 :
- A harcha : 14h30 : usmalger - waboufarik (arbitres : chachoua et benguettache) .
- A 16h 00 : mcalger - ectalger (arbitres : benguettache et talbi
- Source :
- el -moudjahid du lundi 10 juin 1996 page 20 .

### Play-off finale
- Match aller 
  - Vendredi 28 juin 1996 à la salle harcha
  - IRB/ERC Alger bat WA Boufarik 65 à 53 (mi-temps 36-32).
- Feuille de Match :
- Vendredi 28 juin 1996 a la salle harcha hacène, Alger, public moyen, bonne organisation, arbitrage de mm: Zouaoui et Maki .
- Score : 65à 53 pour l'irb/ecta, mi-temps 36-32, sortie pour 5 fautes deghrar (wab) , bensaid (irb/ecta) . Les équipes :-
- IRB/ECTA :
- Boulahia , Sennour , Benhocine , Harouni , Mahmoudi , Abdellatif , Amimeur , Bennour , Loucif et Bensaid . — Entraineurs : Terrai et Khoukhi .
- WABoufarik :-
- Sahraoui, Mehnaoui Samir, Aissioui, Deghrar, Kerkoub, Yahia, Ben Omari, Reggab, Ahmadouche et Mehnaoui Khaled.  Entraineurs : Oumzaouche et Benyabou.
- La feuille du match du play-off aller paru sur Le Soir d'Algérie no 1745 du dimanche 30 juin 1996 page 7.
  - Jeudi 11 juillet 1996, salle Harcha Hassan, Alger
  - IRB/ERC Alger et WA Boufarik 81 - 65 (mi-temps 40 à 28).
- Source :
- Le résultat du match aller paru sur El Moudjahid du dimanche 30 juin 1996, page 20.
- Le résultat du match retour paru sur L'hebdomadaire algérien Olympic no 139 de la semaine (14-21 juillet) 1996, page 3.